# Justa náutica

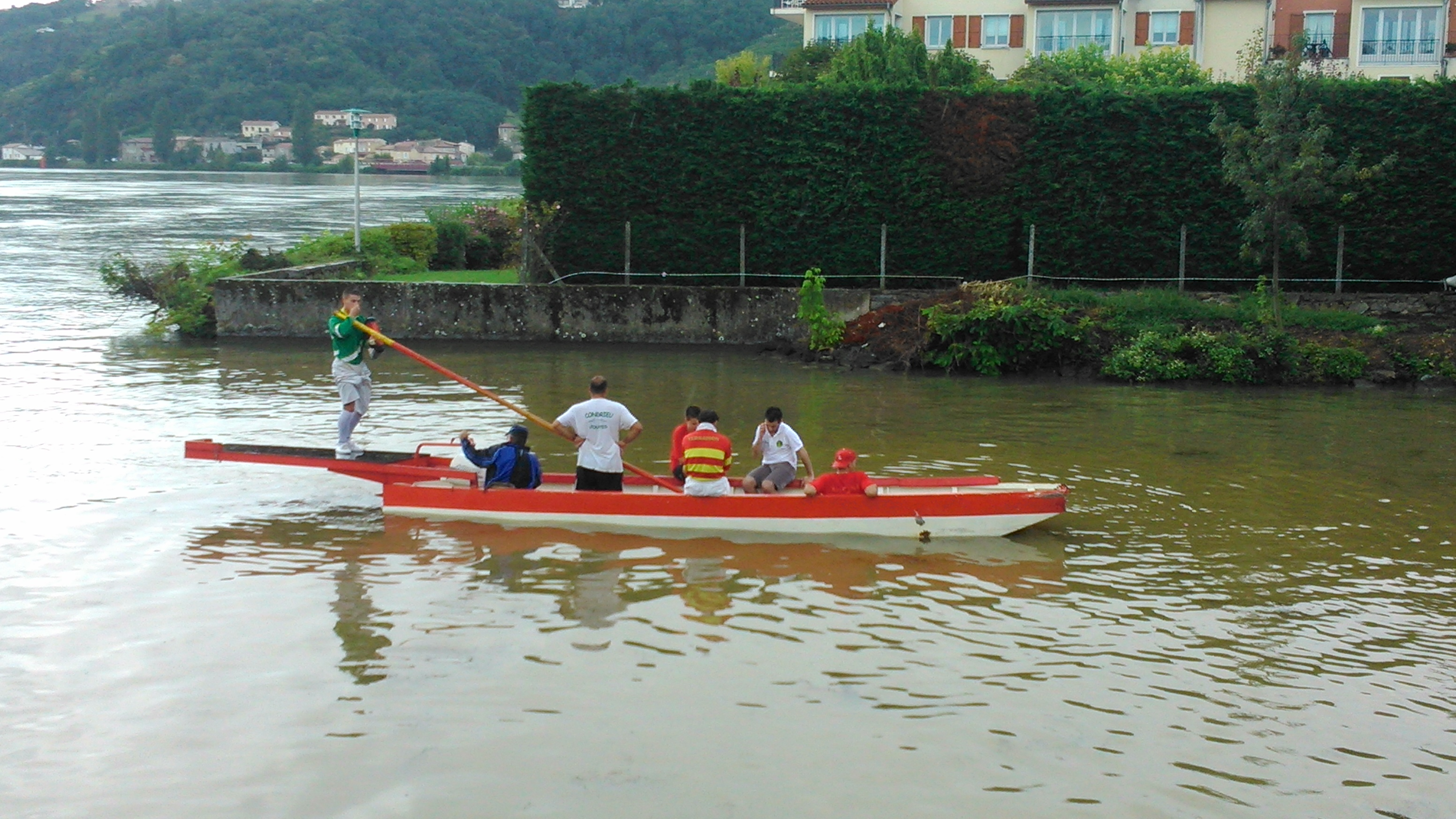
Preparación de justa náutica en Condrieu

La justa náutica es un deporte practicado esencialmente en Francia, Alemania y Suiza y que consiste en un enfrentamiento entre dos personas encima de unas barcas propulsadas por remeros o por un motor. Existen numerosos métodos diferentes según en la región que se dispute, modificando en cada caso las reglas de participación, el peso de los participantes, la edad o el sexo.

## Método de Languedoc

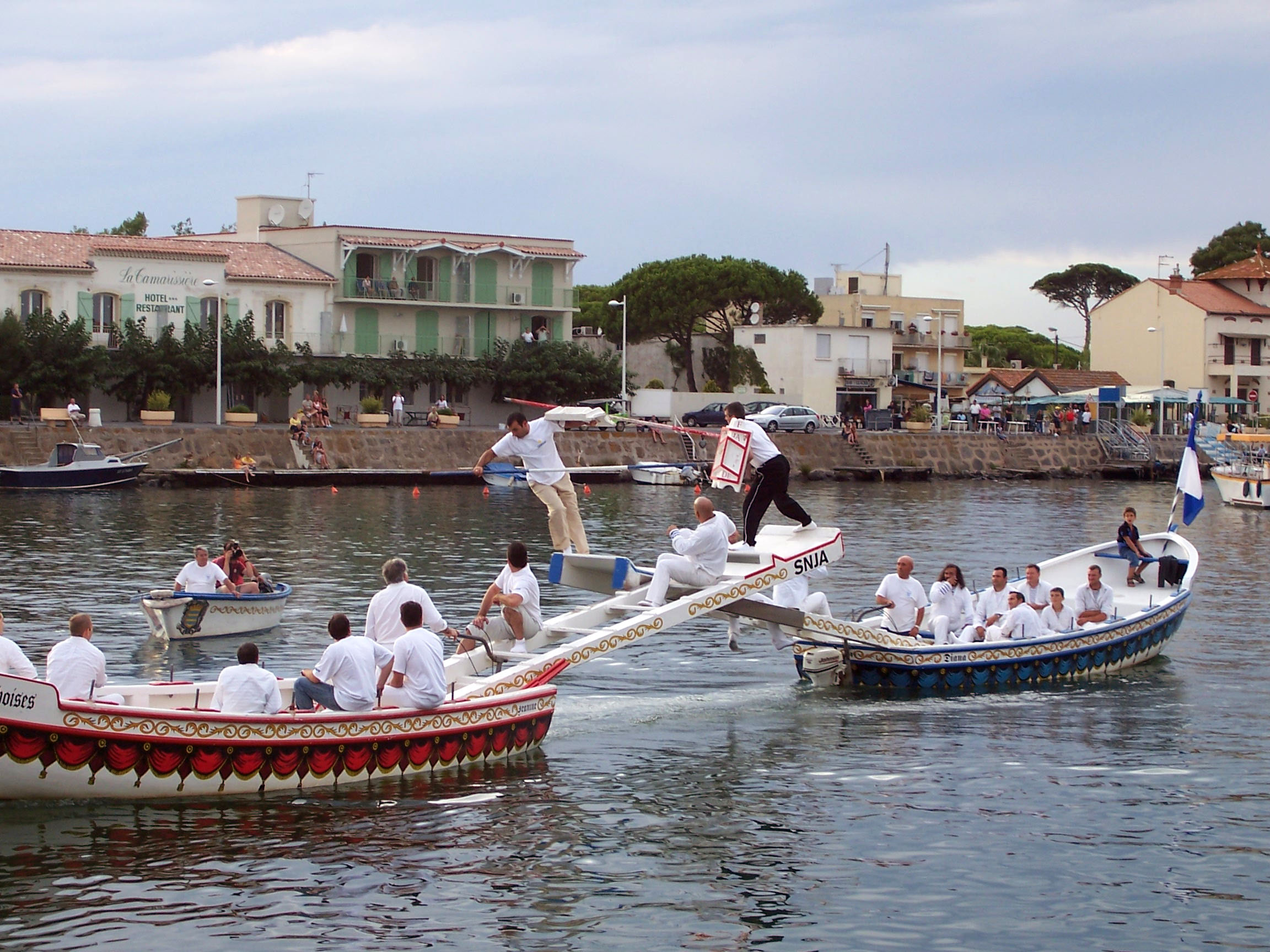
Las justas sobre el río Hérault en Agda, Francia.

Este método de justa es practicado en ocho pueblos de Hérault (Béziers, Agda, Marseillan, Mèze, Balaruc, Frontignan, Sète, Palavas) y en un pueblo de Gard (Le Grau-du-Roi). La prueba reina es el Grand Prix de la Saint-Louis en Sète, disputado habitulamente el último lunes del mes de agosto desde 1743. 

## Método provenzal
- Este método está dividido en dos comités:
  - El comité de la Provence comprendido por ocho sociedades: Istres, Fos-sur-Mer, L'Estaque, Martigues, Port-de-Bouc, Port-Saint-Louis-du-Rhône, Cassis et Arles.
  - El comité de la Costa Azul : La Ciotat, Sanary-sur-Mer, Saint-Mandrier-sur-Mer, Saint-Raphaël, Fréjus, Agay, Roquebrune-sur-Argens, Théoule-sur-Mer.

## Método de Lyon y Givors

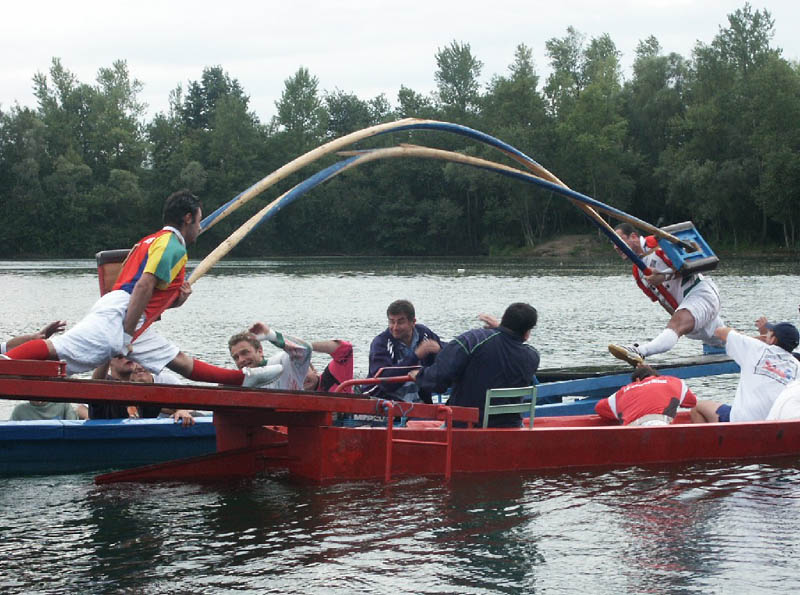
Método de Lyon.

- Se practican sobre todo en el valle del Rhône, normalmente desde Digoin a Aviñón, pero también en la región de París y sobre el río Lot y el Loira.

- Existen cuatro categorías, ligeros, medios, semipesados y pesados, además de la división por edad (junior y cadete con sus respectivas divisiones para ligeros y pesados.

- Desde el año 2000, también existen justas femeninas en este método.

## Métodos alsaciano

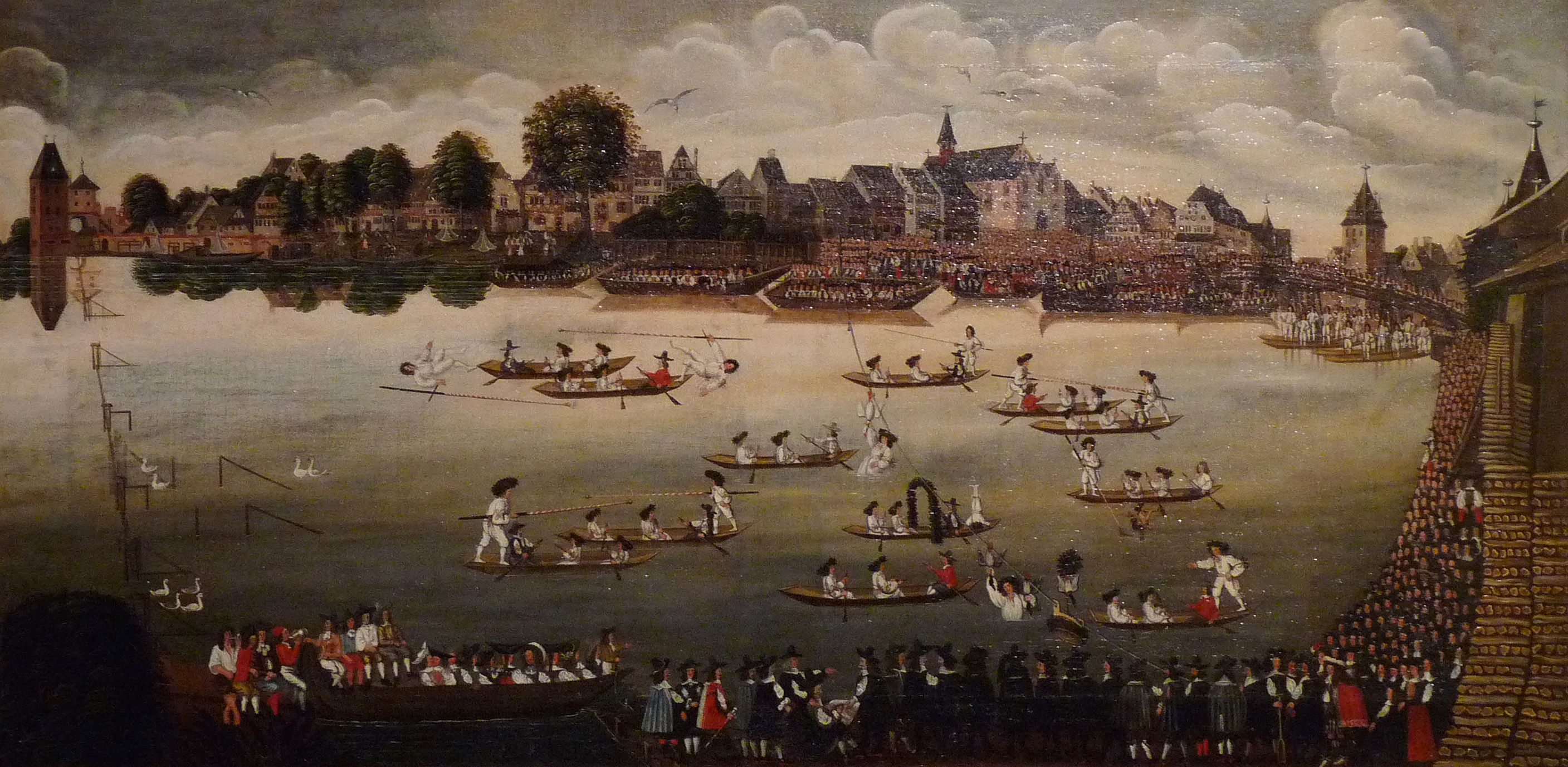
Justas náuticas en Estrasburgo en 1666.

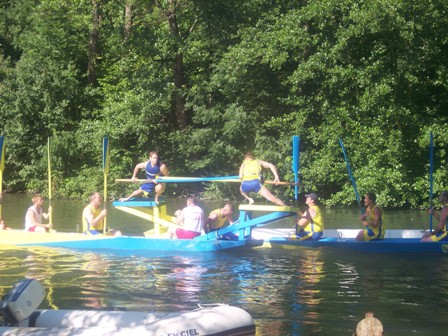
Justas alsacianas

- El método alsaciano no se practica solamente en la región de París, Orleans y del norte del país sino que también en las sociedades alemanas, austriacas, belgas y suizas.

## Método parisino
- Descripción:

Las competiciones son divididas por categorías de edad y de peso, así como masculinas y femeninas.
Las categorías:
Hombres (se dividen en 10 categorías):
Mínimos: 12 a 14 años.
Cadetes ligeros: 16 años hasta 65 kg.
Cadetes pesados: 16 años de más de 65 kg.
Junior ligeros: 20 años hasta 70 kg.
Junior pesados: 20 años de más de 70 kg.
Senior ligeros: hasta 70 kg.
Senior medios: hasta 78 kg.
Senior semi pesados: hasta 88 kg.
Senior pesados-ligeros: hasta 100 kg.
Senior pesados: por encima de 100 kg.

## Otros tipos

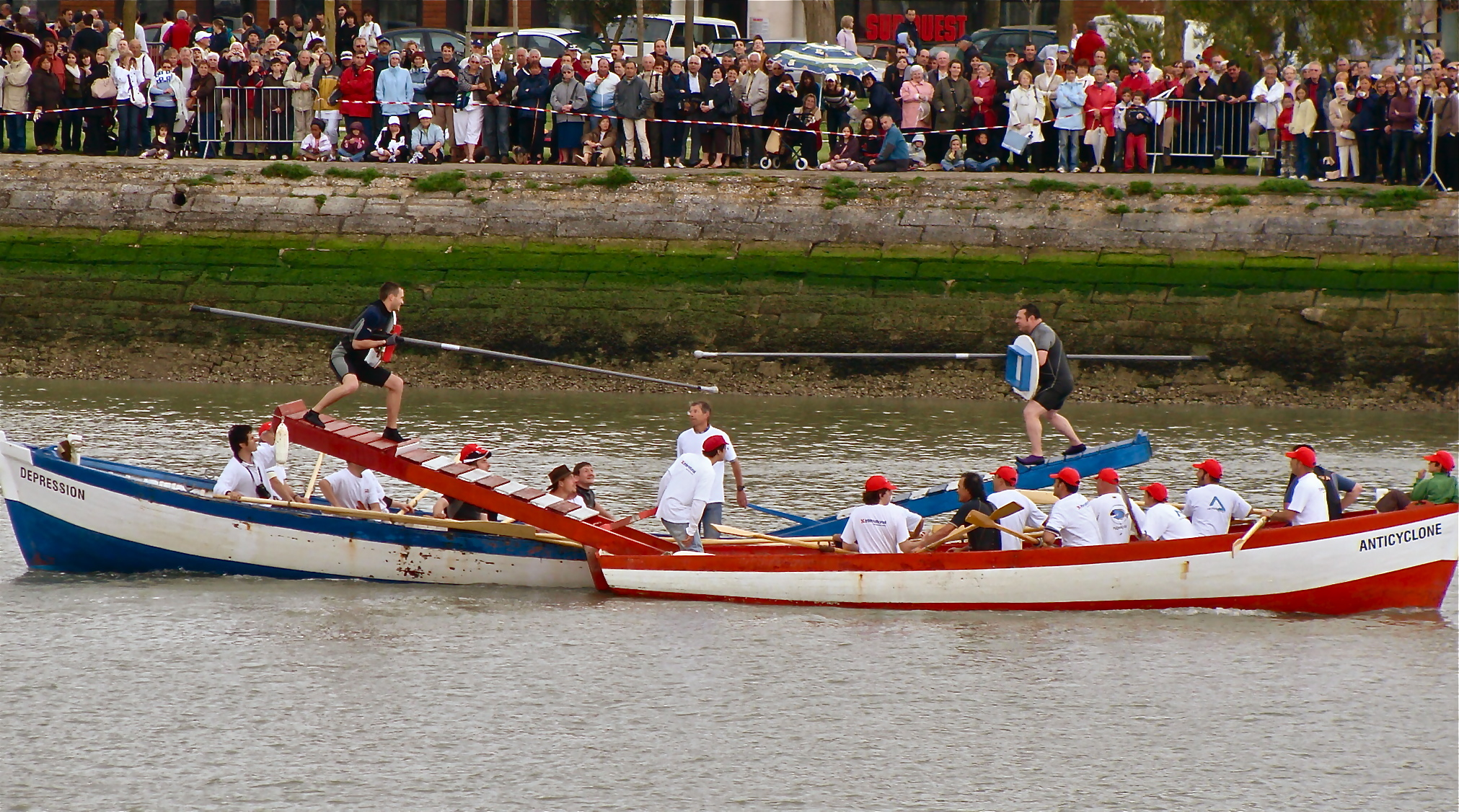
Justa náutica en La Rochelle.

- Existen muchos otros tipos de justas náuticas practicadas en Francia como la justa de Cognac, la de Accolay, la de Clamecy, o las justas del Norte-Paso de Calais.